# Żuk pastwiskowy
Żuk pastwiskowy (Geotrupes spiniger) – gatunek chrząszcza z rodziny gnojarzowatych i podrodziny Geotrupinae.
Gatunek ten opisany został po raz pierwszy w 1802 roku przez Thomasa Marshama jako Scarabaeus spiniger.
Chrząszcz o owalnym, wysklepionym ciele długości od 18 do 26 mm, ubarwionym różnorodnie, np. czarnoniebiesko, ciemnozielono lub ciemnobrunatnie. Barwa początkowo jest metaliczna, opalizująca, ale wraz ze starzeniem się osobnika matowieje i czernieje. Pośrodku głowy obecny jest guzek. Powierzchnia przedplecza jest gładka z podłużną linią wgłębioną przez środek, a na bokach z dużymi, dołkowatymi punktami. Nasadowa krawędź przedplecza jest obrzeżona. Pokrywy mają między szwem a guzem barkowym po siedem punktowanych rzędów, odgraniczających słabo wypukłe międzyrzędy o delikatnie pomarszczonych poprzecznie powierzchniach. Tylna para odnóży ma na zewnętrznych powierzchniach goleni trzy listewki poprzeczne, licząc wraz z listewką wierzchołkową. Uda tejże pary odnóży wykazują dymorfizm płciowy: u samicy są bezzębne, a u samca mają po dwa zęby, z których te przy tylnym brzegu uda są większe. Dymorfizm zaznacza się także w budowie goleni przedniej pary: u samca wierzchołek ich zewnętrznego brzegu ma trzy takiej samej wielkości zęby, z których ostatni zakrzywia się ku dołowi, a u samicy ma on dwa duże zęby i trzeci mniejszy, niezakrzywiony. Odwłok ma sternity o przerwanych pośrodku szerokości punktowaniu i owłosieniu.

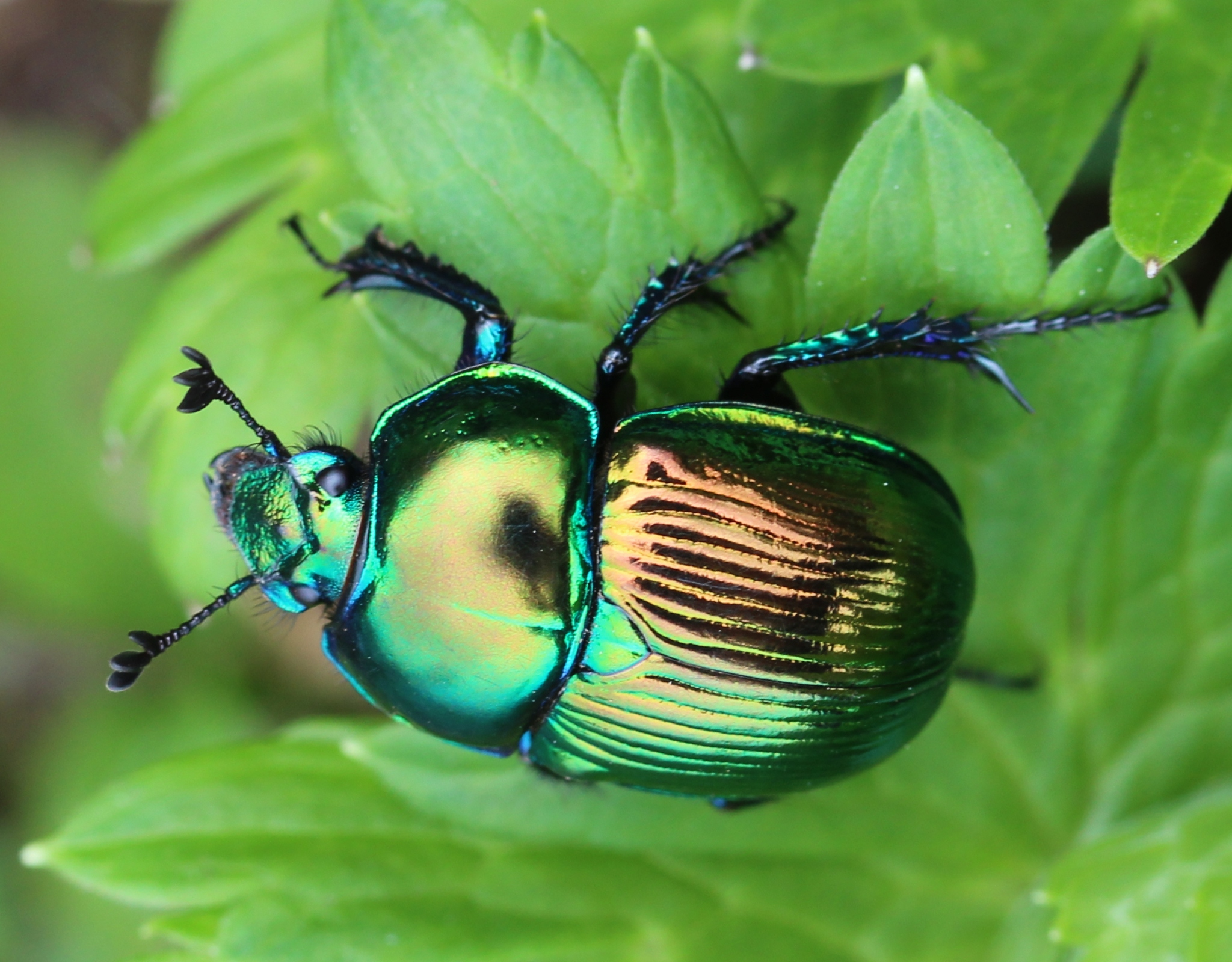
Przedstawiciel formy barwnej G. spiniger ab. auratus

Żuk koprofagiczny, żywi się odchodami bydła i koni. Buduje gniazda złożone z pionowego korytarza głównego (szybu), od którego odchodzą po skosie chodniki boczne zakończone komorami lęgowymi. Zarówno w komorach jak i chodnikach zostawia kulki nawozu. Jaja składane są jesienią, po jednym w każdej komorze. Zimowanie odbywa się w trzecim stadium larwalnym. W Polsce przepoczwarczenie następuje w czerwcu, a owady dorosłe kolejnego pokolenia pojawiają się głównie w lipcu i sierpniu.
Owad palearktyczny, w Europie znany ze wszystkich krajów oprócz Islandii, a dalej na wschód sięgający przez Azję Zachodnią i Zakaukazie po Turkmenistan i Iran. Występuje na nizinach i wyżynach. Zamieszkuje nasłonecznione nieużytki o piaszczystym podłożu oraz pastwiska. W Polsce jego rozsiedlenie ma charakter lokalny.